# Ghaida Al-Rashidy
Ghaidaa Alrashidy (* 17. Januar 1985, auch Ghaida Al-Rashidy) ist eine jemenitische Friedensforscherin und Bürgerrechtlerin. Sie forscht am Sanaa Center for Strategic Studies in Beirut.

## Leben
Alrashidy stammt aus der jemenitischen Küstenstadt Aden. Sie lebt seit 2016 im Libanon, nachdem al-Qaida sie wegen ihres Engagements in ihrem Heimatland auf eine Todesliste gesetzt hatte.